# Bruinrughoningspeurder
De bruinrughoningspeurder (Prodotiscus regulus) is een vogel uit de familie Indicatoridae (honingspeurders).

## Verspreiding en leefgebied
Deze soort komt wijdverspreid voor in Afrika en telt twee ondersoorten:
- P. r. camerunensis: van Guinee tot de westelijke Centraal-Afrikaanse Republiek.
- P. r. regulus: van het oostelijke deel van Centraal-Soedan en zuidwestelijk Ethiopië zuidelijk tot noordoostelijk Namibië en oostelijk Zuid-Afrika.

## Status
De grootte van de populatie is niet gekwantificeerd maar de soort wordt omschreven als algemeen. Op de Rode lijst van de IUCN heeft deze soort de status niet bedreigd.